# Arja
Arja ist ein weiblicher Vorname.

## Herkunft und Varianten
Der Name ist eine finnische Variante von Irja.

## Bekannte Namensträgerinnen
- Arja Hannus (* 1960), schwedische Orientierungs- und Ski-Orientierungsläuferin
- Arja Havakka (* 1944), finnische Schlagersängerin
- Arja Koriseva (* 1965), finnische Sängerin
- Arja Saijonmaa (* 1944), finnische Sängerin